# Imre Rokken
Imre Rokken (auch Imre Róka und Emmerich Rokken; * 16. Januar 1903 oder 14. September 1903 in Budapest; † 28. Februar 1925 in Legnano, Königreich Italien) war ein ungarischer Fußballspieler.

## Werdegang
Rokken spielte bereits im Alter von 16 Jahren regelmäßig für die erste Mannschaft des Budapester Klubs Óbuda TE. Im November 1923 wechselte der Mittelläufer als vielversprechendes Talent zu Ferencváros Budapest, wo er allerdings nicht in offiziellen Partien zum Einsatz kam. 1924 schaute sich Rokken in Italien gemeinsam mit anderen Spielern, unter ihnen Ferenc Fehér, nach einem Verein um. Im Sommer des Jahres kehrte er nach Ungarn zurück und absolvierte als Ferencváros-Spieler im September 1924 zwei Einsätze für die ungarische Nationalmannschaft. Er bestritt unter Lajos Máriássy die Partien am 14. September auf der Wiener Hohen Warte gegen Österreich (2:1 für die Gastgeber) und am 21. September im Üllői út in Budapest gegen Deutschland (4:1 für Ungarn).
Danach verließ Rokken seine Heimat wieder und schloss sich dem italienischen Klub FC Legnano an, wo sein Landsmann Imre Schöffer als Trainer fungierte. Dieser Wechsel stieß in seiner Heimat teilweise auf scharfe Kritik. Rokken wurde in Legnano schnell zum Publikumsliebling und kam unter Schöffer in der Saison 1924/25 zu zwölf Einsätzen in der Prima Divisione, bei denen er dabei fünf Treffer erzielte – unter anderem traf er gegen den FC Internazionale und den FBC Torino jeweils doppelt. Zusammen mit Giuseppe Tosi wurde er damit bester Torschütze seiner Mannschaft.
Imre Rokken erkrankte im Februar 1925 an Diphtherie und starb. Er wurde am 16. März 1925 im III. Budapester Bezirk (Óbuda)  beigesetzt.